# Liste des œuvres d'art dans l'agglomération de Bordeaux
Pour un article plus général, voir Liste des œuvres d'art de la Gironde.
Cet article vise à recenser les œuvres d'art dans l'agglomération de Bordeaux.

## Liste
Les œuvres sont classées par ordre chronologique d'installation, dans la mesure des informations disponibles.

### Sculptures
| Œuvre                                                       | Auteur                         | Localisation                                                                       | Notes | Installation | Coordonnées                              | Illustration |
| ----------------------------------------------------------- | ------------------------------ | ---------------------------------------------------------------------------------- | --- | ------------ | ---------------------------------------- | --- |
| Le Génie de la sculpture dégrossissant le masque de Jupiter | Dominique Fortuné Maggesi      | Dans le jardin du palais Rohan, cours d'Albret                                     | | 1830         | 44° 50′ 15″ nord, 0° 34′ 51″ ouest       | Le Génie de la sculpture dégrossissant le masque de Jupiter |
| Giotto enfant                                               | Dominique Fortuné Maggesi      | Dans le jardin du palais Rohan, cours d'Albret                                     | | 1840         | 44° 50′ 16″ nord, 0° 34′ 51″ ouest       | Giotto enfant |
| Statue de Michel de Montaigne                               | Dominique Fortuné Maggesi      | Sur la place des Quinconces                                                        | Représente Michel de Montaigne. | 1858         | 44° 50′ 42″ nord, 0° 34′ 22″ ouest       | Statue de Montaigne |
| Statue de Montesquieu                                       | Dominique Fortuné Maggesi      | Sur la place des Quinconces                                                        | Représente Montesquieu. | 1858         | 44° 50′ 46″ nord, 0° 34′ 23″ ouest       | Statue de Montesquieu |
| Berger jouant de la flûte                                   | Henri-Charles Maniglier        | Dans le jardin public                                                              | | 1862         | 44° 50′ 52″ nord, 0° 34′ 47″ ouest       | Berger jouant de la flûte |
| Allégorie des Arts                                          | Edmond Prévot                  | palais Rohan (place Pey-Berland)                                                   | Statue d'homme à droite de l'entrée de l'Hôtel de ville. | 1869         | à géolocaliser                           | Allégorie des Arts |
| Allégorie du Commerce et le l'Industrie                     | Edmond Prévot                  | palais Rohan (place Pey-Berland)                                                   | Statue de femme à gauche de l'entrée de l'Hôtel de ville. | 1869         | à géolocaliser                           | Allégorie du Commerce et le l'Industrie |
| Jeunesse et Chimère                                         | Pierre Granet                  | Dans le jardin public                                                              | | 1875         | 44° 50′ 51″ nord, 0° 34′ 41″ ouest       | Jeunesse et Chimère |
| Gloria Victis                                               | Copie d'après Antonin Mercié   | Sur la place Jean-Moulin                                                           | L'originale est au Petit Palais, à Paris. | 1886         | 44° 50′ 19″ nord, 0° 34′ 39″ ouest       | Gloria Victis |
| Statue de la Liberté,                                       | À déterminer                   | Sur la place Picard                                                                | L'originale en bronze de 1888 réalisée par Auguste Bartholdi est fondue sous le régime de Vichy, dans le cadre de la mobilisation des métaux non ferreux.                                                                            | 2001         | à géolocaliser                           | Image manquante |
| L'Apôtre                                                    | François-Raoul Larche          | Dans le jardin du palais Rohan, cours d'Albret                                     | | 1889         | 44° 50′ 17″ nord, 0° 34′ 50″ ouest       | L'Apôtre |
| La Peinture                                                 | Pierre Granet                  | Dans une niche de la façade de l'aile sud du musée des Beaux Arts, cours d'Albret  | | 1896         | à géolocaliser                           | La Peinture |
| La Sculpture                                                | Pierre Granet                  | Dans une niche de la façade de l'aile nord du musée des Beaux Arts, cours d'Albret | | 1896         | à géolocaliser                           | La Sculpture |
| Buste de Maxime Lalanne                                     | Pierre Granet                  | Dans le jardin public                                                              | Représente Maxime Lalanne. | 1897         | 44° 50′ 56″ nord, 0° 34′ 41″ ouest       | Buste de Maxime Lalanne |
| Buste de Léo Drouyn,                                        | René Rispal                    | Sur la place Pey-Berland, devant l'abside de la cathédrale Saint-André             | Représente Léo Drouyn. L'original en bronze de 1899 réalisé par Gaston Veuvenot Leroux est fondu en 1942, dans le cadre de la mobilisation des métaux non ferreux.                                                                   | 1947         | à géolocaliser                           | Buste de Léo Drouyn« Monument à Léo Drouyn à Bordeaux », sur À nos grands hommes,« Monument à Léo Drouyn à Bordeaux », sur e-monumen                                                                          |
| Monument aux Girondins                                      | Alphonse Dumilatre             | Sur la place des Quinconces                                                        | | 1902         | 44° 50′ 43″ nord, 0° 34′ 29″ ouest       | Monument aux Girondins |
| Nymphe de Diane                                             | Jules Rispal                   | Dans le jardin du palais Rohan, cours d'Albret                                     | | 1902         | 44° 50′ 16″ nord, 0° 34′ 50″ ouest       | Nymphe de Diane |
| Buste d'Alexis Millardet,                                   | Alexandre Callède              | Dans le jardin public, cours de Verdun                                             | Représente Alexis Millardet. Également appelé La vigne reconnaissante. L'original en bronze de 1903 réalisé par Gaston Veuvenot Leroux est fondu sous le régime de Vichy, dans le cadre de la mobilisation des métaux non ferreux.   | 1953         | à géolocaliser                           | Buste d'Alexis Millardet« Monument à Alexis Millardet, ou La Vigne reconnaissante à Bordeaux », sur À nos grands hommes,« Monument à Alexis Millardet, ou La Vigne reconnaissante à Bordeaux », sur e-monumen |
| Buste de Léon Valade,                                       | Charles-Louis Malric           | Dans le jardin public                                                              | Représente Léon Valade. L'original de 1906 réalisé par Charles Louis Malric est fondu sous le régime de Vichy, dans le cadre de la mobilisation des métaux non ferreux.                                                              | 1906         | 44° 50′ 54″ nord, 0° 34′ 37″ ouest       | Buste de Léon Valade |
| Buste de Jean Fernand-Lafargue                              | Jules Rispal                   | Dans le jardin public                                                              | Représente Jean Fernand-Lafargue. | 1906         | 44° 50′ 54″ nord, 0° 34′ 43″ ouest       | Buste de Jean Fernand-Lafargue |
| Statue de Rosa Bonheur                                      | Gaston Veuvenot Leroux         | Dans le jardin public                                                              | Représente Rosa Bonheur. | 1922         | 44° 50′ 52″ nord, 0° 34′ 46″ ouest       | Statue de Rosa Bonheur |
| Statue de Carle Vernet,                                     | Raymond Martin                 | Dans le jardin public                                                              | Représente Carle Vernet. L'originale de 1922 réalisée par Charles Louis Malric est fondue sous le régime de Vichy, dans le cadre de la mobilisation des métaux non ferreux.                                                          | 1948         | 44° 50′ 50″ nord, 0° 34′ 40″ ouest       | Image manquante |
| Statue équestre de Jeanne d'Arc                             | Jules Déchin                   | Cours Xavier-Arnozan                                                               | | 1931         | 44° 50′ 56″ nord, 0° 34′ 31″ ouest       | Statue équestre de Jeanne d'Arc |
| Buste d'Ulysse Gayon,                                       | René Rispal                    | Dans le jardin public                                                              | Représente Ulysse Gayon. L'original en bronze de 1935 réalisé par Gaston Veuvenot Leroux est fondu sous le régime de Vichy, dans le cadre de la mobilisation des métaux non ferreux.                                                 | 1953         | à géolocaliser                           | Buste d'Ulysse Gayon« Monument à Ulysse Gayon à Bordeaux », sur À nos grands hommes,« Monument à Ulysse Gayon à Bordeaux », sur e-monumen                                                                     |
| Athlète masculin                                            | Alfred Janniot                 | Stade Jacques-Chaban-Delmas                                                        | | 1939         | 44° 49′ 42″ nord, 0° 35′ 59″ ouest       | Athlète masculin |
| Buste de François Mauriac                                   | Ossip Zadkine                  | Dans le jardin public                                                              | Représente François Mauriac. | 1943         | 44° 50′ 51,8″ nord, 0° 34′ 37,1″ ouest   | Buste de François Mauriac |
| Monument à Gambetta                                         | Jules Dalou et Camille Lefèvre | Avenue de Labarde, entre les bâtiments municipaux et les bureaux de Régaz          | Érigé au centre des allées de Tourny en 1905. Retiré en 1961. Installé dans le square de la place Gambetta. Retiré, découpé en morceaux et stocké dans les réserves du musée d'Aquitaine, dans un entrepôt près du pont d'Aquitaine. | À déterminer | à géolocaliser                           | Monument à Gambetta |
| Five Suburban Buildings                                     | Julian Opie                    | Dans la cour du couvent des Annonciades                                            | | 1995         | 44° 49′ 59″ nord, 0° 34′ 33″ ouest       | Five Suburban Buildings |
| Buste d'Ausone                                              | Bertrand Piéchaud              | À déterminer                                                                       | Représente Ausone. | 1997         | 44° 50′ 09″ nord, 0° 34′ 01″ ouest       | Buste d'Ausone |
| Le Lion                                                     | Xavier Veilhan                 | Ligne A du tramway, station Stalingrad                                             | | 2003         | 44° 50′ 25″ nord, 0° 33′ 37″ ouest       | Le Lion |
| Tortues                                                     | Ivan Theimer                   | Sur la place de la Victoire                                                        | | 2005         | 44° 49′ 51″ nord, 0° 34′ 22″ ouest       | Tortues |
| Colonne                                                     | Ivan Theimer                   | Sur la place de la Victoire                                                        | | 2005         | 44° 49′ 51″ nord, 0° 34′ 22″ ouest       | Colonne de la place de la Victoire |
| Statue de Francisco de Goya                                 | Mariano Benlliure              | Sur la place du Chapelet                                                           | Représente Francisco de Goya. Réalisée en 1902. Offerte par la ville de Madrid en 1995 dans le cadre du jumelage. | 2008         | 44° 50′ 34,49″ nord, 0° 34′ 35,03″ ouest | Statue de Francisco de Goya |
| Statue de Jacques Chaban-Delmas                             | Jean Cardot                    | Sur la place Pey-Berland                                                           | Représente Jacques Chaban-Delmas. | 2012         | 44° 50′ 17,06″ nord, 0° 34′ 37,53″ ouest | Statue de Jacques Chaban-Delmas |
| Les Fées                                                    | Antoine Dorotte                | Carbon-Blanc, ligne A du tramway, station Lagardette Bassens Carbon-Blanc          | | 2013         | 44° 53′ 17″ nord, 0° 31′ 02″ ouest       | Les Fées |
| Saint Sébastien                                             | Louis-Alexandre Bottée         | Dans le jardin de l'école des beaux-arts de Bordeaux                               | | À déterminer | 44° 49′ 50″ nord, 0° 33′ 37″ ouest       | Saint Sébastien |
| Statue de Jeanne d'Arc                                      | Antoine Bourdelle              | Cathédrale de Bordeaux                                                             | | À déterminer | 44° 50′ 16″ nord, 0° 34′ 41″ ouest       | Statue de Jeanne d'Arc |
| Athlète féminin                                             | Marcel Damboise                | Stade Jacques-Chaban-Delmas                                                        | | À déterminer | 44° 49′ 42″ nord, 0° 35′ 59″ ouest       | Image manquante |
| Statue de Phocion                                           | François Delaistre             | Dans le parc bordelais, près du ruisseau                                           | Représente Phocion. | À déterminer | 44° 51′ 11″ nord, 0° 36′ 08″ ouest       | Statue de Phocion |
| Le Vaincu                                                   | Gabrielle Dumontet             | Dans le parc bordelais                                                             | | À déterminer | 44° 51′ 06″ nord, 0° 36′ 17″ ouest       | Le vaincu |
| Buste de Camille Godard                                     | Dominique Fortuné Maggesi      | Dans le parc bordelais, près du bassin                                             | | À déterminer | 44° 51′ 11″ nord, 0° 36′ 08″ ouest       | Buste de Camille Godard |
| Bacchante et Chèvre                                         | Félix Soulès                   | Dans le jardin de l'école des beaux-arts de Bordeaux                               | | À déterminer | 44° 49′ 50″ nord, 0° 33′ 36″ ouest       | Image manquante |

### Monuments aux morts
| Œuvre                       | Auteur       | Localisation              | Notes             | Installation | Coordonnées                        | Illustration    |
| --------------------------- | ------------ | ------------------------- | ----------------- | ------------ | ---------------------------------- | --------------- |
| Monument aux morts de 14-18 | À déterminer | Sur le quai de la Monnaie | Inscrit MH (2015) | À déterminer | 44° 50′ 02″ nord, 0° 33′ 44″ ouest | Image manquante |

### Fontaines
| Œuvre                              | Auteur                                             | Localisation                                         | Notes | Installation  | Coordonnées                        | Illustration                        |
| ---------------------------------- | -------------------------------------------------- | ---------------------------------------------------- | ----- | ------------- | ---------------------------------- | ----------------------------------- |
| Fontaine Daurade                   | À déterminer                                       | Rue des Piliers-de-Tutelle, rue Pont-de-la-Mousque   |       | 1614, 1807    | 44° 50′ 31″ nord, 0° 34′ 25″ ouest | Fontaine Daurade                    |
| Fontaine de la Grave               | Richard-François Bonfin                            | Sur le quai des Salinières                           |       | 1788          | 44° 50′ 07″ nord, 0° 33′ 51″ ouest | Fontaine de la Grave                |
| Fontaine du Parlement              | Louis Garros                                       | Sur la place du Parlement                            |       | 1864          | 44° 50′ 26″ nord, 0° 34′ 19″ ouest | Fontaine du Parlement               |
| Fontaine Amédée-Larrieu            | Édouard Bauhain, Barbaud, Raoul Verlet             | Sur la place Amédée-Larrieu                          |       | 1901          | 44° 49′ 49″ nord, 0° 34′ 53″ ouest | Fontaine de la place Amédée-Larrieu |
| Fontaine de la place Charles Gruet | Louis Garros                                       | Sur la place Charles-Gruet                           |       | 1865          | 44° 50′ 48″ nord, 0° 34′ 49″ ouest | Fontaine de la place Charles Gruet  |
| Fontaine de la place Saint-Projet  | À déterminer                                       | À déterminer                                         |       | XVIIIe siècle | 44° 50′ 19″ nord, 0° 34′ 27″ ouest | Fontaine de la place Saint-Projet   |
| Fontaine Sainte-Croix              | À déterminer                                       | Dans l'enceinte de l'École municipale des beaux-arts |       | XVIIIe siècle | 44° 49′ 51″ nord, 0° 33′ 35″ ouest | Fontaine Sainte-Croix               |
| Fontaine des Trois Grâces          | Charles Gumery, Amédée Jouandot                    | Sur la place de la Bourse                            |       | 1869          | 44° 50′ 29″ nord, 0° 34′ 12″ ouest | Fontaine des Trois Grâces           |
| Miroir d'eau                       | Michel Corajoud, Pierre Gangnet et Jean-Max Llorca | Sur le quai du Maréchal-Lyautey                      |       | 2006          | 44° 50′ 30″ nord, 0° 34′ 09″ ouest | Miroir d'eau                        |

### Œuvres liées au tramway
| Œuvre                                         | Auteur                         | Localisation                                                          | Notes                                                                | Installation           | Coordonnées                        | Illustration                                                   |
| --------------------------------------------- | ------------------------------ | --------------------------------------------------------------------- | -------------------------------------------------------------------- | ---------------------- | ---------------------------------- | -------------------------------------------------------------- |
| Aux bord'eaux                                 | Stalker                        | stations du tramway                                                   | Panneaux coupe-vent installés sur l'ensemble des stations de tramway | 2003                   | à géolocaliser                     | Aux bord'eaux                                                  |
| Commence alors la grande lumière du Sud-Ouest | Pascal Convert                 | ligne C du tramway, station Gare de Bègles                            | Installation lumineuse                                               | 2012                   | 44° 47′ 51″ nord, 0° 33′ 16″ ouest | Commence alors la grande lumière du Sud-Ouest (Pascal Convert) |
| Lieu-dit                                      | Michel François                | Lormont, ligne A du tramway, station Buttinière                       |                                                                      | 2006                   | 44° 51′ 51″ nord, 0° 31′ 32″ ouest | Lieu-dit (François)                                            |
| La Maison aux personnages                     | Ilya Kabakov et Emilia Kabakov | Ligne A du tramway, station Hôpital Pellegrin, place Amélie-Raba-Léon |                                                                      | 2009                   | 44° 49′ 50″ nord, 0° 36′ 12″ ouest | La Maison aux personnages                                      |
| Plusieurs fois                                | Claude Closky                  | Cenon, ligne A du tramway, station La Morlette                        | Installation lumineuse                                               | 2003                   | 44° 51′ 19″ nord, 0° 31′ 12″ ouest | Plusieurs fois (Claude Closky)                                 |
| Le Récit perpétuel                            | Melik Ohanian                  | Talence, ligne B du tramway, station Peixotto                         |                                                                      | 2006                   | 44° 48′ 27″ nord, 0° 35′ 29″ ouest | Le Récit perpétuel (Melik Ohanian)                             |
| Travelling                                    | Élisabeth Ballet               | Pessac, ligne B du tramway, station Unitec                            |                                                                      | 2004                   | 44° 47′ 39″ nord, 0° 37′ 23″ ouest | Travelling (Ballet)                                            |
| Regarde-moi                                   | Rodolphe Martinez              | Tramway de Bordeaux                                                   | Rame de tramway ornée de 40 visages et regards féminins              | 7 mars au 7 avril 2015 | à géolocaliser                     | Regarde-moi                                                    |

### Autres œuvres
| Œuvre                          | Auteur          | Localisation             | Notes                                      | Installation | Coordonnées                        | Illustration                   |
| ------------------------------ | --------------- | ------------------------ | ------------------------------------------ | ------------ | ---------------------------------- | ------------------------------ |
| Respublica                     | Nicolas Milhé   | Silos des bassins à flot | installation lumineuse                     | 2009         | 44° 51′ 52″ nord, 0° 33′ 05″ ouest | Respublica (Milhé)             |
| Mithra, les Carmes, Cautopatès | Danielle Justes | cours Victor-Hugo        | mobilier urbain                            | 2006-2007    | 44° 50′ 06″ nord, 0° 34′ 27″ ouest | Mithra, les Carmes, Cautopatès |
| Résonance de la Grosse Cloche  | Danielle Justes | Rue Saint-James          | mosaïque sur le parvis de la Grosse Cloche | 2002-2007    | 44° 50′ 07″ nord, 0° 34′ 17″ ouest | Résonance de la Grosse Cloche  |

### Œuvres disparues ou retirées
| Œuvre                                        | Auteur                                                 | Localisation                                                           | Notes | Installation | Coordonnées    | Illustration |
| -------------------------------------------- | ------------------------------------------------------ | ---------------------------------------------------------------------- | --- | ------------ | -------------- | --- |
| Statue équestre de Louis XV                  | Jean-Baptiste Lemoyne                                  | Sur la place de la Bourse, anciennement place Royale                   | Représentait Louis XV. Déboulonnée par les révolutionnaires le 20 août 1792 et fondue.                               | 1743         | à géolocaliser | Statue équestre de Louis XV |
| Statue de Vercingétorix,                     | François Mouly                                         | Sur la place des martyrs-de-la-Résistance, anciennement allées d'Amour | Représentait Vercingétorix. Fondue sous le régime de Vichy, dans le cadre de la mobilisation des métaux non ferreux. | 1890         | à géolocaliser | Statue de Vercingétorix« Monument à Vercingétorix à Bordeaux », sur À nos grands hommes,« Monument à Vercingétorix à Bordeaux », sur e-monumen |
| Monument à Sadi Carnot,                      | Louis-Ernest Barrias                                   | Sur la place Jean Jaurès                                               | Représentait Sadi Carnot. Fondu sous le régime de Vichy, dans le cadre de la mobilisation des métaux non ferreux.    | 1896         | à géolocaliser | Image manquante |
| Buste du sculpteur Dominique Fortuné Maggesi | Élèves de l'école de sculpture Pietro Tacca de Carrare | Dans le jardin public                                                  | Représentait Dominique Fortuné Maggesi. Volé en mars 2015.                                                           | 2006         | à géolocaliser | Buste du sculpteur Dominique Fortuné Maggesi                                                                                                   |